# Society of Nordic Barbershop Singers
Society of Nordic Barbershop Singers (SNOBS) är en organisation bildad 1979, vars syfte är att främja manlig barbershopsång i Norden.  SNOBS har ett tiotal medlemskörer och ett tjugotal medlemskvartetter i Sverige, och medlemmar finns även i Norge, Finland och Danmark.
Vocal Vikings var den första barbershopkören i Skandinavien, och bildades år 1972 i Stockholm. 
SNOBS arrangerar varje år nordiska mästerskap i barbershopsång för såväl körer som manskvartetter. Den som vinner körtävlingen får representera regionen i VM följande år. På kvartettsidan är det 76 poäng i snitt som gäller för kvalifikation till VM. Nordiska mästerskap hålls varje vår, 2007 ägde de rum i Växjö. Körvinnare var då The EntertainMen från Stockholm, under ledning av Johan Wikström och Björn Lindström, och kvartettävlingen vanns av Balalaika boyz från Lund. 2008 vanns tävlingarna av den nya kören zero8 och av kvartetten Ringmasters. Ringmasters åkte senare samma år till barbershop-VM i Nashville där man vann guld i Collegekvartettklassen. 2009 upprepade både dessa grupper sina prestationer och vann således återigen. Tvåa i körtävlingen kom the EntertainMen och i kvartettävlingen kom Absolut tvåa och Q-tones trea. 

## Medlemskörer
- Bodø-Oktetten
- Coastline Chorus
- Dacke Drängar Barbershop Chorus
- The EntertainMen
- Falu Miner Chords
- Fredrikstad Barberboys
- Helsingborg Barberboys
- Lule Barbershop Singers
- Vocal Vikings
- Zero8
- GOSH!

## Nordiska Mästerskap
| År   | Arrangör, värdstad | Körer                                         | Körer                  | Körer                  | Kvartetter                        | Kvartetter         | Kvartetter           |
| År   | Arrangör, värdstad | Guld                                          | Silver                 | Brons                  | Guld                              | Silver             | Brons                |
| ---- | ------------------ | --------------------------------------------- | ---------------------- | ---------------------- | --------------------------------- | ------------------ | -------------------- |
| 2019 | Helsingborg        | zero8                                         | The EntertainMen       | BarbAros               | Trocadero                         | Rawsundah          | IFK Barbershop       |
| 2018 | Karlstad           | zero8                                         | The EntertainMen       | BarbAros               | Stockholm Syndrome                | Trocadero          | Dream Machine        |
| 2017 | Växjö              | zero8                                         |                        | HelsingVoice           | Stockholm Syndrome                | Dream Machine      | Backbeat             |
| 2016 | Nyköping           | zero8                                         | The EntertainMen       | HelsingVoice           | Lemon Squeezy                     |                    |                      |
| 2015 | Nyköping           | zero8                                         | The EntertainMen       | Gosh!                  | Lemon Squeezy                     | Stockholm Syndrome | Trocadero            |
| 2014 | Nyköping           | zero8                                         | The EntertainMen       | HelsingVoice           | Lemon Squeezy                     | Trocadero          | Q-tones              |
| 2013 | Nyköping           | zero8                                         | The EntertainMen       | Falu Miner Chords      | Lemon Squeezy                     | Absolut            | Q-tones              |
| 2012 | Lidingö            | zero8                                         | The EntertainMen       | Helsingborg Barberboys | Ringmasters                       | Absolut            | Lemon Squeezy        |
| 2011 | Falun              | zero8                                         | The EntertainMen       | Falu Miner Chords      | Absolut                           | Q-tones            | The Bathtub Club     |
| 2010 | Södertälje         | zero8                                         | The EntertainMen       | Dacke Drängar          | Absolut                           | Q-tones            | Lemon Squeezy        |
| 2009 | Upplands Väsby     | zero8                                         | The EntertainMen       | Falu Miner Chords      | Ringmasters                       | Absolut            | Q-tones              |
| 2008 | Upplands Väsby     | zero8                                         | The EntertainMen       | Helsingborg Barberboys | Ringmasters                       | Absolut            | Q-tones              |
| 2007 | Växjö              | The EntertainMen                              | Helsingborg Barberboys | Dacke Drängar          | Balalaika boyz                    | Absolut            | Ringmasters          |
| 2006 | Helsingborg        | The EntertainMen                              | Falu Miner Chords      | Vocal Vikings          | Absolut                           | Quarters Tones     | Four Cryin' Out Loud |
| 2005 | Helsingborg        | The EntertainMen                              |                        |                        | Absolut                           |                    |                      |
| 2004 | Älvsjö             | The EntertainMen                              |                        |                        | Absolut                           |                    |                      |
| 2003 | Falun              | The EntertainMen                              |                        |                        | Absolut                           |                    |                      |
| 2002 | Stockholm          | Stockholm Chord Masters                       |                        |                        | Jambalaya                         |                    |                      |
| 2001 | Tylösand           | The EntertainMen                              |                        |                        | Scandinavian Shuffle              |                    |                      |
| 2000 | Älvsjö             | Stockholm Chord Masters                       | The EntertainMen       | Helsingborg Barberboys | Jambalaya                         | De Glada Laxarne   | Scandinavian Shuffle |
| 1999 | Växjö              | Vocal Vikings                                 | Falu Miner Chords      | Coastline Chorus       | Rolling Tones                     | De Glada Laxarne   | Sonic                |
| 1998 | Södertälje         | Stockholm Chord Masters                       | Helsingborg Barberboys | Coastline Chorus       | Jambalaya                         | Time Out           | Tres Amigos          |
| 1997 | Falun              | The EntertainMen                              | Helsingborg Barberboys | Falu Miner Chords      | Scream Team                       | Watch Out          | Four Others          |
| 1996 | Täby               | Stockholm Chord Masters                       |                        |                        | Jambalaya                         |                    |                      |
| 1995 | Helsingborg        | The EntertainMen                              |                        |                        | Old Spice                         |                    |                      |
| 1994 | Helsingborg        | Helsingborg Barberboys                        |                        |                        | Time Out                          |                    |                      |
| 1993 | Helsingborg        | The EntertainMen                              |                        |                        | Old Spice                         |                    |                      |
| 1992 | Tumba              | Helsingborg Barberboys                        |                        |                        | Last Edition                      |                    |                      |
| 1991 | Göteborg           | Vocal Vikings                                 |                        |                        | Old Spice                         |                    |                      |
| 1990 | Falun              | Helsingborg Barberboys                        |                        |                        | 4U                                |                    |                      |
| 1989 | Nacka              | Vocal Vikings                                 |                        |                        | Good Time Singers                 |                    |                      |
| 1988 | Växjö              | Vocal Vikings                                 |                        |                        | Evening Swingers                  |                    |                      |
| 1987 | Nyköping           | Stockholm Barbershop Chorus (Vocal Vikings)   |                        |                        | Good Time Singers                 |                    |                      |
| 1986 | Helsingborg        | Rönninge Barbershop Chorus (The EntertainMen) |                        |                        | Evening Swingers                  |                    |                      |
| 1985 | Skärholmen         | Stockholms Barbershopsällskap (Vocal Vikings) |                        |                        | Vocal Riders & Happy Nite Quartet |                    |                      |
| 1984 | Västerås           | Rönninge Barbershop Chorus (The EntertainMen) |                        |                        | Many Happy Returns                |                    |                      |
| 1983 | Skärholmen         | Stockholms Barbershopsällskap (Vocal Vikings) |                        |                        | Stämjärnet                        |                    |                      |
| 1982 | Gubbängen          | Rönninge Barbershop Chorus (The EntertainMen) |                        |                        | Happy Nite Quartet                |                    |                      |
| 1981 | Stockholm          | -                                             | -                      | -                      | Good Time Singers                 |                    |                      |